# Acca lanuginosa
Acca lanuginosa е вид растение от семейство Миртови (Myrtaceae). Видът е уязвим и сериозно застрашен от изчезване.

## Разпространение
Разпространен е в Перу.